# Echeandía (kanton)
Echeandía – kanton w Ekwadorze, w prowincji Bolívar. Stolicą kantonu jest Echeandía.